# Rob Zombie
Rob Zombie, egentligen Robert Bartleh Cummings, född 12 januari 1965 i Haverhill, Massachusetts, är en amerikansk musiker, manusförfattare, filmproducent och regissör. Han är mest känd för att vara grundare av samt sångare och låtskrivare i gruppen White Zombie.
Zombie grundade gruppen White Zombie 1985 med basisten Sean Yseult. Därefter följde en framgångsrik tid med flera album som fick gruppen att sticka ut i den stora vågen av heavy metal-grupper. Det mest framgångsrika albumet blev Astro Creep: 2000 (1995).
Under slutet av 1990-talet började Zombie att inrikta sig mer på andra områden inom musik samt nöjesbranschen i sin helhet. Som soloartist gjorde han bland annat låtarna Superbeast och Dragula, som använts som filmmusik i filmerna The Matrix (1999) och The Watcher (2000), och "Living Dead Girl", i Bride of Chucky (1998). Han skrev ett manus till The Crow: Salvation (2000) och det var också meningen att han skulle regissera och ta hand om musiken i filmen men han hamnade i bråk med producenterna och sparkades från filmen. Manuset han skrev är nu manuset till Legend of the 13 Graves.
År 2003 hade filmen House of 1000 Corpses, som är regisserad av Rob Zombie, premiär. En uppföljare med titeln The Devils Rejects kom 2005. Han har även gjort en remake på John Carpenters skräckfilmsklassiker Halloween, med premiär 2007. Zombie är en stor skräckfilmsälskare och samlar även på posters från filmklassiker, däribland klassiska skräckfilmer och Bröderna Marx-filmer.
Zombie är sedan den 31 oktober 2002 gift med skådespelaren Sheri Moon, som medverkat i alla hans filmer.

## Diskografi

### Rob Zombie
- 1998 – Hellbilly Deluxe
- 1999 – American Made Music to Strip By (remixalbum)
- 2001 – The Sinister Urge
- 2003 – Past Present & Future
- 2006 – Educated Horses
- 2007 – Zombie Live (livealbum)
- 2010 – Hellbilly Deluxe 2: Noble Jackals, Penny Dreadfuls and the Systematic Dehumanization of Cool Release: November 17
- 2013 – Venomous Rat Regeneration Vendor
- 2015 – Spookshow International Live (livealbum)
- 2016 – The Electric Warlock Acid Witch Satanic Orgy Celebration Dispenser
- 2021 – The Lunar Injection Kool Aid Eclipse Conspiracy

### White Zombie
- 1986 – Psycho-Head Blowout
- 1987 – Soul-Crusher
- 1989 – Make Them Die Slowly
- 1992 – La Sexorcisto: Devil Music, Vol. 1
- 1995 – Astro Creep: 2000
- 1996 – Supersexy Swingin' Sounds

## Filmografi
- 2003 – House of 1000 Corpses - Regissör, kompositör och manusförfattare
- 2005 – The Devil's Rejects - Regissör, producent och manusförfattare
- 2006 – Slither - Röstskådespelare
- 2007 – Grindhouse - Regissör och manusförfattare för kort segment
- 2007 – Halloween - Regissör, producent och manusförfattare
- 2009 – Halloween II - Regissör, producent och manusförfattare
- 2009 – The Haunted World of El Superbeasto - Regissör, producent och manusförfattare
- 2010 – Super - Röstskådespelare
- 2012 – The Lords of Salem - Regissör, producent och manusförfattare
- 2014 – Guardians of the Galaxy - Röstskådespelare
- 2016 – 31 (film) - Regissör, producent och manusförfattare